# Austrarchaea daviesae
Austrarchaea daviesae är en spindelart som beskrevs av Forster och Norman I. Platnick 1984. Austrarchaea daviesae ingår i släktet Austrarchaea och familjen Archaeidae.
Artens utbredningsområde är Queensland. Inga underarter finns listade.